# 水野忠成
水野 忠成（みずの ただあきら）は、江戸時代中期から後期の老中、駿河国沼津藩第2代藩主。沼津藩水野家9代。通常は老中在籍時の出羽守の官名で呼ばれることが多い。老中在職期間は文化14年（1817年） - 天保5年（1834年）。

## 生涯
宝暦12年（1762年）、旗本岡野知暁の次男として生まれる。安永7年（1778年）に2000石取りの分家旗本水野忠隣（浜町水野家）の末期養子となり、忠隣の養女を娶って家督を相続する。吉太郎と称する。10代将軍徳川家治に仕え、小納戸役・小姓を歴任、天明5年（1785年）に従五位下大和守に任官する。翌年、沼津藩主水野忠友の養子となり、その娘八重と再婚する。享和2年（1802年）、忠友の死により沼津藩主を継ぎ、奏者番に任命された。翌年には寺社奉行を兼務する。以後、若年寄・側用人を歴任し、11代将軍徳川家斉の側近として擡頭する。
文化14年（1817年）、いわゆる「寛政の遺老」松平信明の死を受けて、老中に就任する。義父・忠友は松平定信と対立した田沼意次派の人間であり、忠成もその人脈に連なる。忠成は家斉から政治を委任されて幕政の責任者となり、文政小判の改鋳によって通貨発行益をもたらしたが、その付属物として田沼時代をはるかに上回る空前の賄賂政治が横行したという。天保5年（1834年）2月、73歳で死去した。三男の忠義が跡を継いだ。

## 人物
- 忠成の言行録に『公徳弁』があり、著者は沼津藩目付の稲垣素平といわれている。稲垣は文政年間に2度門限違反で押込になっているが、水野家では上級家臣を含め、門限違反による処罰が多数あったという。
- 文政10年（1827年）、徳川家斉の太政大臣任命の日に津軽藩主津軽信順（越中守）が轅の車に乗っていたので逼塞となったが、これはそもそも忠成が請託を受けて轅の車を許したからであったため、忠成も連座は免れないという噂が流れ、さらに水野の公用人が切腹したというデマが流れたが、この話を聞いた忠成は『越中守の逼塞は自分が申し付けたのである（ので、自分に出ることはない）。賄賂を取っていたら許してやったものを』といって笑ったという。
- 忠成が嗣子の忠義と江戸城登城する途中、徳川斉匡の行列と出会って場が混雑した。この際に沼津藩の供頭加藤が混乱を制止しようとして、田安家家臣と喧嘩になり、しかし場所柄を考えて抵抗しなかった加藤は田安家臣に溝に落とされて怪我をした。忠義の供頭鶴見は田安屋敷に連行され、鶴見が加藤の無礼を詫びて内済（示談）を頼む形で解放され、沼津藩屋敷に帰された、という事件が起こった。忠成は田安家の無礼に激怒し『内済を断って、幕府に届け出ろ』と家臣に命じ、この旨を鶴見から田安家の方に報告させた。この報告を受けた田安家はあわてて謝罪し、逆に内済を頼んできた。
- 上記の無抵抗で負傷した加藤に対し、用人が穏便に計らおうとして負傷したのだから、褒美を与えてはどうかと提言すると『武士が殴られて傷つけられて無抵抗とはもってのほか。ましては藩の名誉に関わる供頭なら猶更だ』といって怒り、『今回は見逃しておくが、表向きの話として聞いたなら武士道立ち難いので処罰する』といって、加藤に対し褒美は与えなかったが処罰もしなかった。
- 『三百藩家臣人名事典1』では、文政10年に死去した仙台藩主伊達斉義の後継者が決定せずに、その死去を隠していた段階で、仙台藩の家臣大條道直を呼び出して、家斉の子と斉義の正室を結婚させて仙台藩の後継者に据える案を提示したが、結局断られている。ちなみに『仙台叢書第11巻』（鈴木省三、仙台叢書刊行会、この部分の原典は小野寺鳳谷の著作とする）では幕閣の個人名は掲載されていない。
- 家老の土方縫殿助は敏腕家として知られ、津軽藩の大道寺、久保田藩の匹田斎とともに天下の三家老と呼ばれた。
- 19世紀初頭の蝦夷地は、ロシアの南下に備える必要から、能力不足の松前藩を事実上の改易処分とし、幕府の直轄地としていた。復領を目論む松前家（当時の当主は松前章広）は、水野忠成に多額の賄賂攻勢を行う。1821年、水野は将軍にこそ諮りはしたものの、ほぼ独断で復領を決定している[2]。その後、蝦夷地は再びロシアの南下政策に晒され、1855年に幕府は再び直轄地化を余儀なくされた。

## 評価
庶民に「水野出て 元の田沼と なりにけり」「びやぼんを 吹けば出羽どん 出羽どんと 金がものいう いまの世の中」などと皮肉られた。忠成の執政時期は、爛熟した化政文化の全盛期であり、将軍職を退いた家斉が放漫な浪費を続けた、大御所時代とも呼ばれる大量消費時代でもあった。家斉やその実父の治済（一橋徳川家当主）に取り入ることや、子だくさんだった家斉の子の諸大名家への養子縁組の斡旋、のちに天保の改革を行う同族の水野忠邦の登用などが実績として知られる。また、幕府財政の不足を補うために良貨と言われた元文小判を廃して大幅に品位を落とした文政小判を発行した。その結果、貨幣流通量は46％も増加して幕府は550万両にも及ぶ出目（差益収入）を得たものの、激しいインフレを引き起こす原因となった。忠成は主君家斉の放埒を諫めることもなく、収賄と身びいきによる政治を行った政治家として、総じて後世の評価は低い。

## 田沼家との関係
義父の忠友は元々田沼意次の四男・意正を養子としており（水野忠徳を名乗らせる）、田沼派の中心人物だったが、意正の兄・意知の暗殺および将軍家治の死去以降、意次が急速に失脚する中で、意正の養子縁組を解消・離縁して田沼派から脱し、新たに忠成を婿に迎えた経緯があった。
その後田沼家は没落し、遠江相良5万7000石から陸奥下村1万石へ減封され、やがて意知の遺児たちの死後に意正が家督を継ぐこととなる。忠成は老中となると、意正を若年寄に抜擢し、田沼家を旧領の遠江相良へ復帰させている。

## 系譜
父母
- 岡野知暁（実父）
- 奥田忠英の娘（実母）
- 水野忠隣（養父）[注釈 1]
- 水野忠友（養父）[注釈 2]

正室、継室
- 水野忠隣の養女（正室）
- 八重姫 ー 水野忠友の娘（継室）

子女
- 水野忠紹（次男）
- 水野忠義（三男）生母は八重姫（継室）

### 血筋
実家の岡野家は執権北条氏の子孫とされる板部岡江雪斎を祖としている。
また徳川家康の異父弟松平康元の女系子孫であり、彼らの生母於大の方まで遡ると水野氏ともつながっている。
水野忠政―於大の方―松平康元―忠良―康尚―定員―岡野成常室―岡野知暁―水野忠成

## 経歴
※日付＝旧暦
- 宝暦12年（1763年）12月1日、生誕。
- 天明5年（1786年）12月8日、従五位下大和守に叙任（武家官位）。
- 天明6年（1787年）12月18日、水野忠友の養子となる。
- 享和2年（1802年）
  - 11月、家督相続し沼津藩主となる。
  - 12月4日、奏者番に就く。
- 享和3年（1803年）8月9日、寺社奉行を兼帯。出羽守（武家官位）。
- 文化3年（1806年）
  - 10月12日、若年寄に就く。
  - 12月15日、従四位下（武家官位）。
- 文化9年（1812年）4月4日、側用人となる。
- 文化14年（1817年）
  - 8月3日、側用人を兼帯のまま老中格となる。奥勤にもなる。
  - 10月15日、侍従兼任（武家官位）。
- 文政元年（1818年）
  - 2月、勝手掛となる。
  - 8月2日、老中に就任。
- 文政4年（1821年）11月11日、1万石加増。
- 文政11年（1829年）11月26日、1万石加増。
- 天保5年（1834年）2月28日、死去。享年73。法名は巍徳院殿光譽成榮融鑑大居士。墓所は静岡県沼津市出口町の千本山乘運寺。